# Der Gefangene (1955)
Der Gefangene ist ein weitgehend als Zwei-Personen-Dialogstück angelegtes Filmdrama, das der Bühnenregisseur Peter Glenville 1954 als seine erste Filmregie umsetzte. Als die beiden Gegenspieler sind Alec Guinness und Jack Hawkins zu sehen. Die Geschichte über seelische Foltermethoden in einem totalitären (stalinistischen) System basiert auf dem Bühnenstück The Prisoner von Bridget Boland, die auch das Drehbuch verfasste. 

## Handlung
Nach dem Zweiten Weltkrieg wird in einem nicht näher beschrieben osteuropäischen Land von den neuen stalinistischen Machthabern ein bei seiner Gemeinde ungemein beliebter und angesehener Kardinal und ehemaliger antifaschistischer Widerstandskämpfer eines Tages von der Staatsmacht verhaftet und bewusst fälschlicherweise des Verrats angeklagt, er ist sich keiner Verfehlung bewusst und leugnet jede Schuld. Daran ändert sich auch nichts, als ein Politoffizier, eine Art Staatsanwalt des neuen Regimes dem Kardinal einem scharfen Verhör unterzieht. Beide Männer kennen sich von früher, als sie im Untergrund die Faschisten bekämpft hatten. Damals wurden sie zu Vertrauten, zu Freunden, deren Wege sich erst vor kurzem trennten. 
Umso mehr strengt sich dieser an, um seinem früheren Mitkämpfer mit allen Mitteln das Geständnis der ihm zur Last gelegten Verfehlungen abzuringen, er tastet sich vorsichtig an die Vorwürfe heran, spricht zunächst über beider Kindheitserlebnisse, um eine Art Vertrauensverhältnis zu seinem Gegenüber aufzubauen. Nach und nach erhöht die Staatsmacht den Druck, doch der Kardinal bleibt weiterhin standhaft, umschifft jede noch so gut getarnte Falle des Verhörenden und liefert sich schließlich mit seinem kommunistischen Kontrahenten ein ebenso scharfes wie intellektuell hochrangiges Wortgefecht. Es scheint, als ginge der Staatsanwalt als Sieger hervor, macht er dem Kirchenfürsten doch klar, dass dieser einst nur deshalb den Weg Gottes gewählt habe, um dem Schmutz und dem sozialen Elend seiner Kindheit entfliehen zu können.
Derweil kommt es auf den Straßen zu Unruhen und einem Aufstandsversuch, der jedoch bald blutig niedergeschlagen wird. In diesen Wirren wird als weiterer, kurzer Handlungsstrang die Liebe eines jungen Gefängniswärters zu einer verlobten Frau eingeblendet. Sie beichtet ihrem Liebhaber, dass sie mit ihren Ehemann nun plant, dieser totalitären Diktatur zu entfliehen.
Schließlich organisiert das Regime einen Schauprozess, in dem der Kardinal vor der Öffentlichkeit vorgeführt werden soll. Man eröffnet ihm die Möglichkeit, die Freiheit wiederzuerlangen, sollte er all seine Verfehlungen, all die ihm zur Last gelegten „Verbrechen“ vor aller Welt zugeben, er kommt zur Erkenntnis, dass er tatsächlich gefehlt habe, wenn auch nicht im Sinne der staatlichen Anklage. Er weiß nun, dass er aus falschen Gründen Priester geworden ist, dass ihn Stolz und Hochmut in der Hierarchie aufsteigen ließ, und so gesteht der Kardinal jeden noch so absurden Vorwurf. Das Regime hat damit genau das erreicht, was es stets beabsichtigte: Die Macht der Kirche zu brechen und den Kardinal vor seiner ihn bislang verehrenden Gemeinde zu desavouieren. Als er als freier Mann den Gerichtssaal verlässt, blickt er in schweigende, bestürzte Gesichter von Bürgern und Gläubigen, er hat damit sich und auch die von ihm vertretene Institution Kirche durch den Druck der Diktatur nun diskreditiert. Aber auch der ihn monatelang verhörende Staatsanwalt ist nun ein gebrochener Mann, er resigniert bittet bei seinem Vorgesetzten um seinen Abschied.

## Produktionsnotizen
Der Gefangene entstand 1954 in Pinewood Studios in Iver Heath (Studioaufnahmen) sowie in Oostende und Brügge (Außenaufnahmen, beides Belgien) und lief am 19. April 1955 in London an. In Deutschland konnte man den Film erst ab dem 20. Februar 1959 sehen.
Sydney Box übernahm die Herstellungsleitung. Die Filmbauten entwarf John Hawkesworth, Julie Harris entwarf die Kostüme.

## Politischer Hintergrund
Die Handlung wurde inspiriert von den Vorgängen um zwei Kirchenfürsten in kommunistischen Diktaturen. Sowohl der kroatische (jugoslawische) Kardinal Aloysius Stepinac als auch sein ungarischer Kollege József Mindszenty waren in ihren Ländern während der ausgehenden 1940er und während der 1950er Jahre massiven Verfolgungen durch die Staatsmacht ausgesetzt.

## Kritiken
„Der Film bietet keinen primitiven Anti-Kommunismus, sondern eine intelligente Studie über Schuld, Sühne und totale Verfügbarkeit. Entsprechend ist auch die Regie zurückhalten, kühl und niemals auf gefühlvolle Effekte versessen. Die Herkunft des Stoffes von der Bühne ist auch im Film unverkennbar; das wird jedoch überspielt.“

Der Movie & Video Guide empfand den Film als eine „grimmige Erzählung“ und lobte das Zusammenspiel zwischen Alec Guinness und Jack Hawkins.

„Glenvilles erstes Werk, dem man die Bühnenherkunft seines Regisseur deutlich anmerkt, „Der Gefangene“, war eine superbe, weitestgehend auf zwei Personen beschränkte Gesellschafts- und Politstudie im Kammerspiel-Stil. Seine Protagonisten sind ein aufrechter, vom kommunistischen Staatsapparat inhaftierter Kirchenmann (Alec Guinness) und der ihn verhörende Staatsanwalt (Jack Hawkins), die sich ein spannendes, intellektuelles Duell liefern und tiefe Einblicke in persönliche Schuld, Verstrickungen und die Anpassungsfähigkeit des Menschen in Extremsituationen geben.“

Halliwell‘s Film Guide sah in dem Film ein reines Zwei-Personen-Dialogstück, das besser im Theater geblieben wäre.

„Inspiriert vom Fall des ungarischen Kardinals Mindszenty und anderer authentischer Vorkommnisse, ist ein bemerkenswerter Film entstanden, der erschütternd glaubhaft wirkt, vor allem dank der Ausdruckskraft seines Hauptdarstellers.“

Die New York Times nannte den Film ein „grimmiges und ergreifendes Drama, das auch als aufschlussreicher Film funktioniert.“ Abschließend heißt es „Ein Film, der Sie erschaudern lässt — und nachdenken.“